# Polina Smolova
Sati Kazanova (Minsk, 3 septembre 1980) est une chanteuse biélorusse. Elle a participé au Concours Eurovision de la chanson 2006 pour la Biélorussie et en 2012 pour la Russie. Elle a également pris part au Slavianski bazar de Vitebsk.